# Belgium himnusza

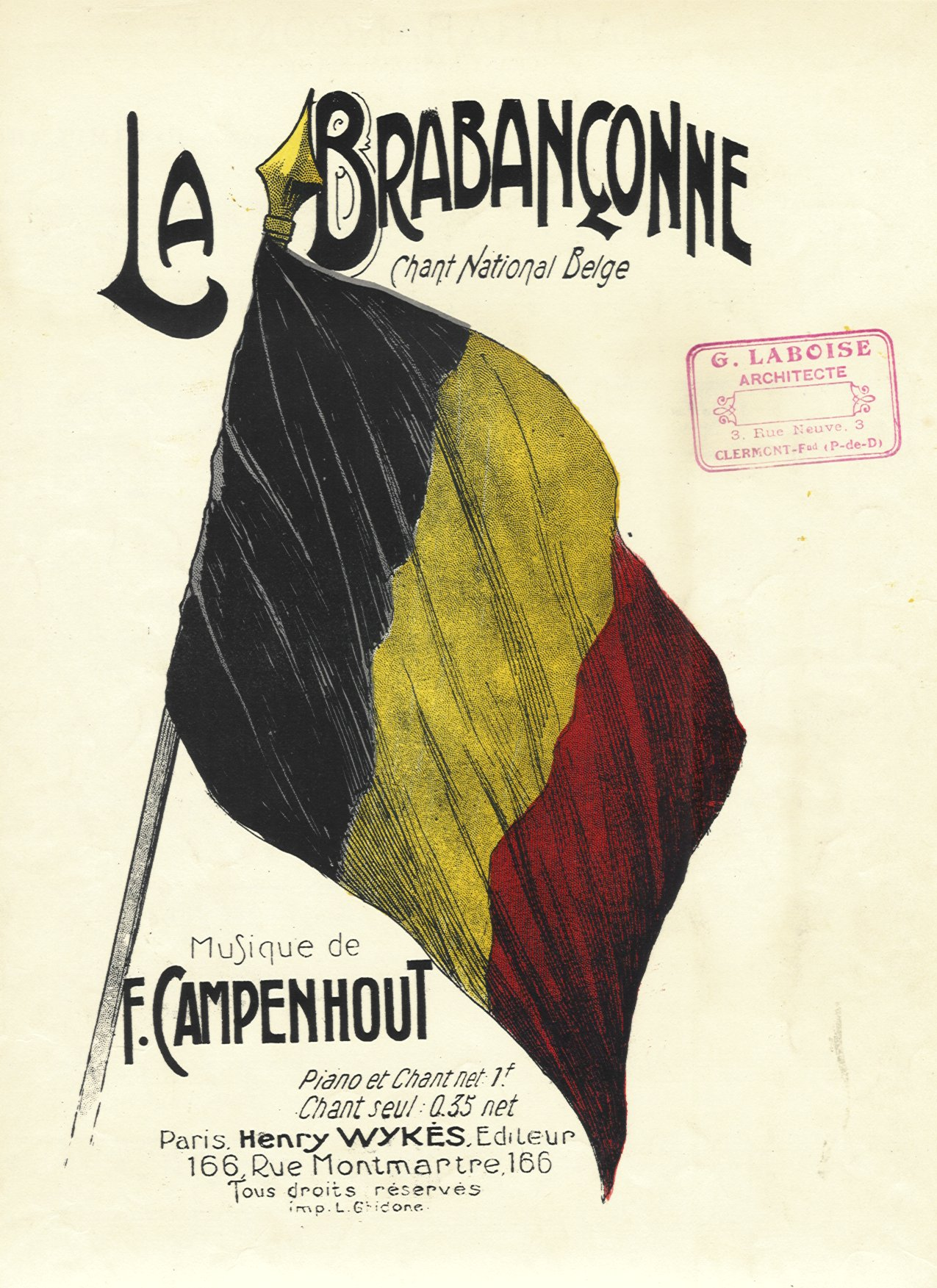
Plakát 1910-ből

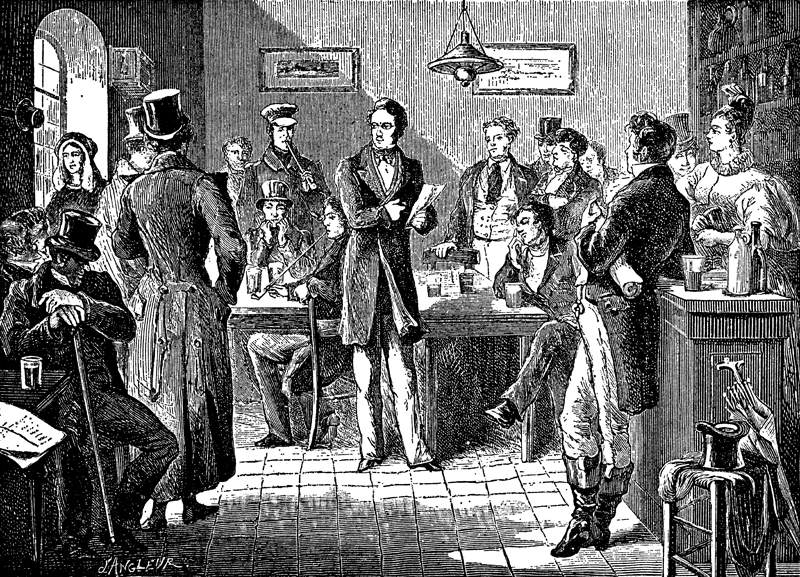
Jenneval felolvassa a La Brabançonne-t

A La Brabançonne Belgium himnusza. A legenda szerint Jenneval, egy fiatal forradalmár írta 1830-ban és egy gyűlésen olvasta fel a L'Aigle d'Or kávéházban. Jenneval igazi neve Alexandre Dechet volt és abban a színházban volt színész, ahol a forradalom kitört, ami Belgium Hollandiától való függetlenségéhez vezetett. A függetlenségi harcok közben Jenneval elesett. A zenéjét François Van Campenhout szerezte.
Francia, német és holland változatban létezik:

## Francia változat
Ô Belgique, ô mère chérie,
À toi nos cœurs, à toi nos bras,
À toi notre sang, ô Patrie !
Nous le jurons tous, tu vivras !
Tu vivras toujours grande et belle
Et ton invincible unité
Aura pour devise immortelle :
Le Roi, la Loi, la Liberté ! (ter)

## Német változat
O liebes Land, o Belgiens Erde,
Dir unser Herz, Dir unsere Hand,
Dir unser Blut, o Heimaterde,
wir schwören's Dir, o Vaterland!
So blühe froh in voller Schöne,
zu der die Freiheit Dich erzog,
und fortan singen Deine Söhne:
Gesetz und König und die Freiheit hoch!
und fortan singen Deine Söhne:
Gesetz und König und die Freiheit hoch! (x3)

## Flamand változat
O dierbaar België, O heilig land der vaad'ren
Onze ziel en ons hart zijn u gewijd.
Aanvaard ons kracht en het bloed van onze adren,
Wees ons doel in arbeid en in strijd.
Bloei, o land, in eendracht niet te breken;
Wees immer u zelf en ongeknecht,
Het woord getrouw, dat g' onbevreesd moogt spreken:
Voor Vorst, voor Vrijheid en voor Recht. (x3)